# Cathédrale Saint-Jean de Varsovie
Cette  cathédrale ne doit pas être confondue avec une autre cathédrale de Varsovie.
 D’autres cathédrales portent le nom de cathédrale Saint-Jean.
La cathédrale Saint-Jean est la cathédrale de l’archidiocèse de Varsovie. Elle fut construite au XIVe siècle, plusieurs fois remaniée, et détruite par l’occupant allemand au cours de la Seconde Guerre mondiale, en 1944. Le bâtiment actuel, qui date de l'après-guerre, se veut une reconstruction de l’église gothique originale. 
La crypte contient les tombeaux de l'écrivain Henryk Sienkiewicz et de deux présidents de la Pologne Gabriel Narutowicz et Ignacy Mościcki.